# Alexandre Belavine
Alexandre Abramovitch Belavine (russe : Алекса́ндр Абрамо́вич Бела́вин, né en 1942) est un physicien russe surtout connu pour ses contributions en théorie des cordes.
Il est professeur à l'université indépendante de Moscou et chercheur à l'institut Landau. Il est membre du conseil d'administration du Moscow Mathematical Journal (en).

## Prix et distinctions
- 2007 : Prix Pomerantchouk[2]
- 2011 : Prix Lars Onsager.

## Publications
- (en) Belavin AA, Polyakov AM et Zamolodchikov AB, « Infinite conformal symmetry in two-dimensional quantum field theory », Nucl. Phys. B, vol. 241, no 2,‎ 1984, p. 333–80 (DOI 10.1016/0550-3213(84)90052-X, Bibcode 1984NuPhB.241..333B)
- (en) A. Belavin, Y. Pugai et A. Zamolodchikov, Quantum Field Theories in Two Dimensions: Collected Works of Alexei Zamolodchikov, World Scientific, 2012 (ISBN 978-981-4324-06-9)